# Digby (Nova Escócia)
Digby é a cidade sede do condado de Digby, na província canadense da Nova Escócia, província do atlântico no leste do Canadá.
A população da cidade, de acordo com o censo canadense de 2016, era de 2.060 habitantes e a área era de cerca de 3.15 quilômetros quadrados. ,